# Страшний звір (мультфільм)
«Страшний звір» — анімаційний ляльковий фільм 1969 року Творчого об'єднання художньої мультиплікації студії Київнаукфільм, режисер — Леонід Зарубін.

## Сюжет
За мотивами української народної казки «Пан Коцький».

## Творча група
- Автор сценарію: Ростислав Синько
- Режисер-постановник: Леонід Зарубін
- Художник-постановник: Яків Горбаченко
- Композитор: Антон Муха
- Оператор: Петро Ракітін
- Ляльки і декорації виготовили: Є. Щепкіна, А. Назаренко, Л. Середа, О. Кислій, Яків Горбаченко, Жан Таран
- Ляльок вели: Яків Горбаченко, Цезар Оршанський, Л. Жданов
- Звукооператор: Ігор Погон
- Редактор: Світлана Куценко